# ロバート・ウィルソン・アンドリューズ
ロバート・ウィルソン・アンドリューズ（Robert Wilson Andrews、1837年6月8日 - 1922年）は、ハワイ生まれのアメリカ合衆国の画家、技術者である。 
彼の父ロリン・アンドリューズ（1795年 - 1868年）は、ハワイ初期のアメリカ人宣教師であり、裁判官であった。1859年にハワイを離れる前にアンドリューズはコレコレ峠やイアオニードル、カプウオホオカモア・ハマクアロア滝、ハナペペ滝での多くの精巧な風景画を描いた。
彼はオハイオ州オックスフォードのマイアミ大学で工学を学び、1863年にハワイに戻り、そこで30年間製糖工場のエンジニアとして働いた。アンドリューズは教会に関わり続け、退職後は日曜学校を教えていた。

## 経歴

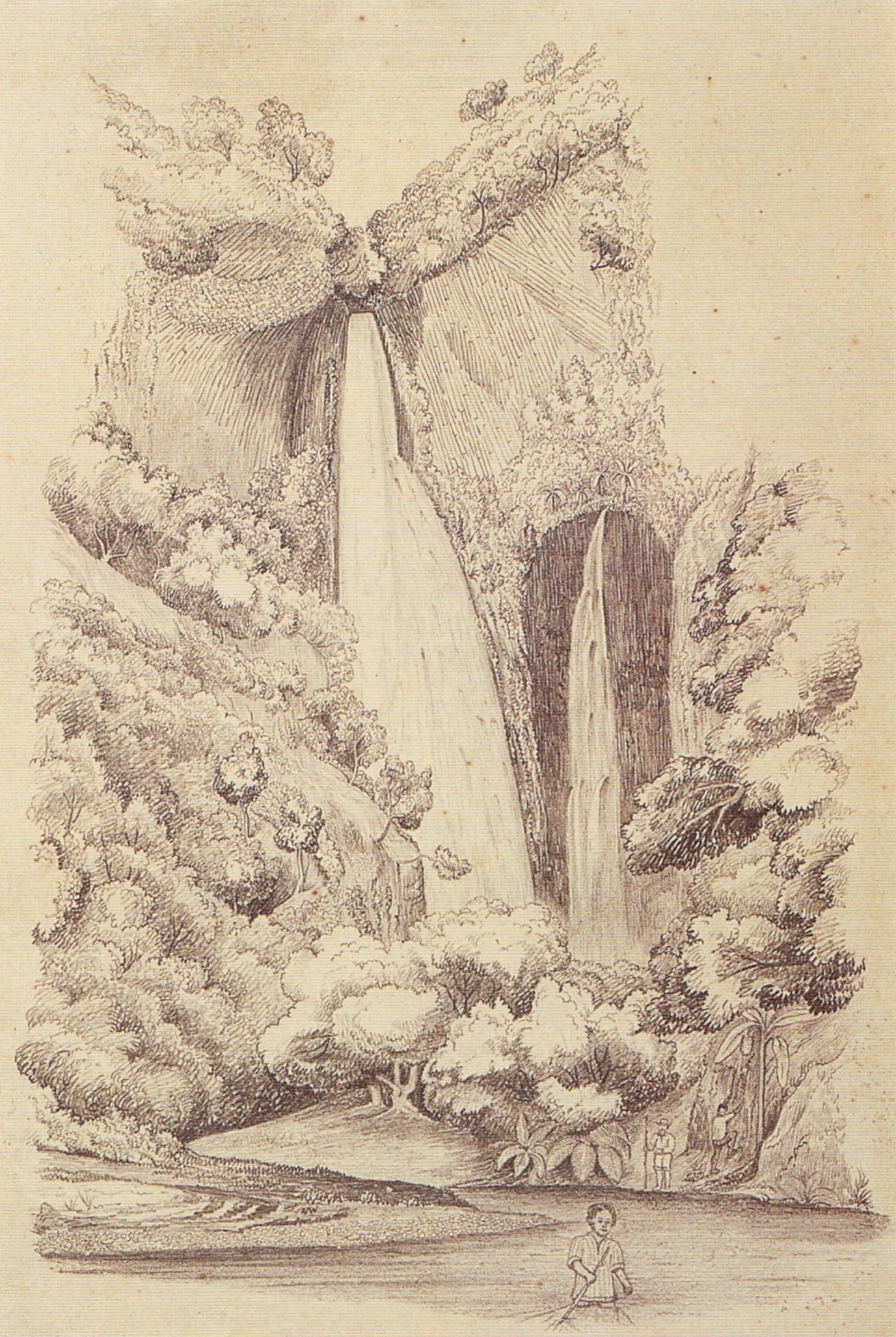
Hanapēpē Falls, Kauai, graphite drawing on paper by Robert Wilson Andrews, 1857